# الغربيون (فصيل سياسي)

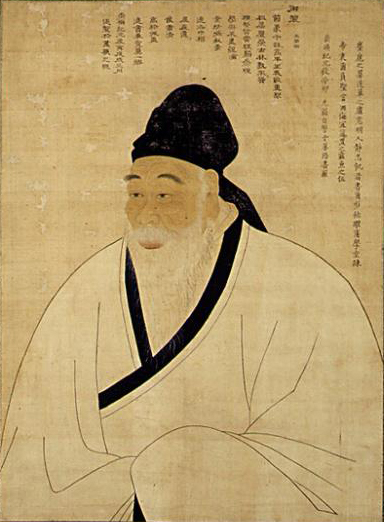

الغربيون (بالهانغل: 서인، وبالهانجا: 西人، وحرفياً: سو إن وتعني سكان الغرب) هم فصيل سياسي خلال عهد سلالة جوسون والذي سيطر على المشهد السياسي في القرن السابع عشر في كوريا. انقسم فصيل سارم في سنة 1567 إلى الشرقيين والغربيين. ظل الفصيل الغربي المنازع للفصيل الشرقي خلال عهد الملك سونجو وذلك تحت قيادة إي إي أحد الغربيين من أصحاب النفوذ.
فقد الغربيون قوتهم في آخر سنوات الملك سونجو وتقلبت السلطة في العقد الأخير من حكم الملك سونجو بين الفصيل الشرقي والفصيلين اللذين انقسما منه وهما الشماليون والجنوبيون، واستمر الأمر خلال عهد الملك غوانغهاي. في محاولة ناجحة لاستعادة السلطة قام الغربيون بخلع الملك غوانغهاي في سنة 1623 وتعيين الأمير نُنغيانغ ملكاً.
استمر الغربيون في السلطة منذ سنة 1623 وحتى سنة 1674 وكانوا موحدين بشكل نسبي وظهر بينهم العديد من السياسيين الأقوياء من أمثال سونغ شي يول، وسونغ جن غل، وكم سو هانغ. في عهد الملك هيونجونغ حصل نزاع ييسونغ والذي أنهى الحكومة الغربية وسمع لحكومة جنوبية بالسيطرة على البلاط والحكم لست سنوات حتى سنة 1680.
استعاد الغربيون بعد ذلك سلطتهم إثر غيونغشن هوانغك (경신환국، أو تحول السلطة في سنة 1680)، ولكنهم سرعان ما فقدوها بسبب نزاع حصل بين الجيل الأصغر من الغربيين والجيل الأكبر وذلك في سنة 1682. كان النزاع بشأن ضرورة معاقبة كم إك هن أو لا. رأى الجيل الأصغر أن على الحكومة معاقبة كم ولكن الجيل الأكبر رأى عكس ذلك، وعندما انضم سونغ شي يول إلى الجيل الأكبر في سنة 1683 فقد غضب الجيل الأصغر. الجيل الأصغر بدأ يعرف باسم سورون (أو التعاليم الحديثة) وعُرف الجيل الأكبر باسم نورون (أو التعاليم القديمة). افترق الفصيلان تماماً في سنة 1684 إثر نزاع هويني وقاد سونغ شي يول فصيل نورون في حين قاد يُن جُنغ فصيل سورون.